# Solter pulcher
Solter pulcher is een insect uit de familie van de mierenleeuwen (Myrmeleontidae), die tot de orde netvleugeligen (Neuroptera) behoort. 
Solter pulcher is voor het eerst wetenschappelijk beschreven door Hölzel in 1967.